# Jarro Rubens

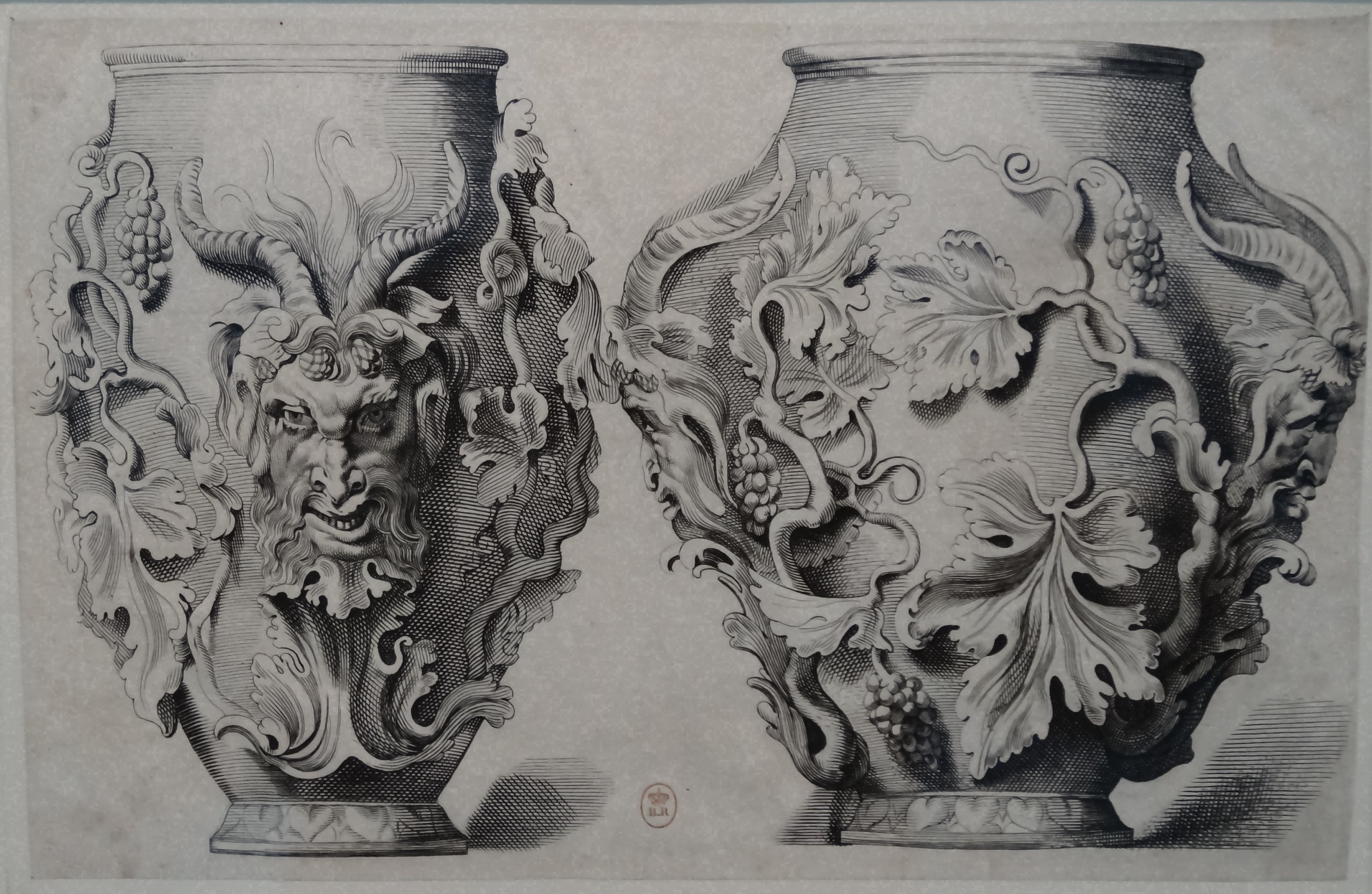
Un grabado (1640-1652) del dibujo de Rubens.

El jarro Rubens es una extraordinaria obra tallada en altorrelieve en una única pieza de ágata a finales de la antigüedad o inicios del periodo bizantino, y que recibe su nombre por su muy posterior propietario, el famoso pintor Pedro Pablo Rubens (de 1619 a 1626), que en Flandes hizo un dibujo a pluma de él, conservado en el Museo del Hermitage. Probablemente fue encargado por un emperador bizantino, quizás alrededor del año 400, y hecho en los talleres imperiales de Constantinopla. Apareció en Europa Occidental (Francia específicamente) después del Sitio de Constantinopla durante la Cuarta Cruzada, indicando que probablemente fue producto del saqueo. Después de pasar por las colecciones de los Duques de Anjou, Carlos V, Pedro Pablo Rubens, y el emperador mogol Jahangir, fue finalmente adquirido por el estadounidense Henry Walters.
Tiene forma ovalada y 18,6 cm de alto, 18,5 cm de ancho y 12 cm de profundidad. A pesar de la época avanzada, el motivo todavía es pagano, entre hojas de vid y racimos de uvas a cada lado una cabeza del dios Pan sonriente. La montura de oro alrededor del borde fue colocada en Francia en 1809-1819.